# ريزارد نواك
ريزارد نواك (بالبولندية: Ryszard Nowak)‏ هو سياسي بولندي، ولد في 12 سبتمبر 1962 في بولندا. حزبياً، نشط في حزب العدالة والقانون البولندي. وقد انتخب عضو سيم ‏ وانتخب عمدة نوفي ساكز.